# 太湖寺
太湖寺（又稱雲峰禪寺）是位於四川省滎經縣青龙镇的一處古剎。始建於唐，元初因蜀人抗韃而遭元世祖忽必烈之遷怒毀於大火。直到明代中葉才開始由僧侶和當地居民重修，清乾隆至道光年間第二次增建。蓋主建築皆是清代樣式。
1954年被列為西康省文物保護單位，1991年4月16日公佈為四川省第三批文物保護單位。